# Ghẹ đá
Ghẹ đá, tên khoa học Charybdis natator, còn gọi là ghẹ natato hoặc ghẹ nu, là một loài ghẹ phổ biến ở khu vực Ấn Độ Dương-Thái Bình Dương thuộc chi Charybdis. Chúng được gọi là ghẹ đá do những đường gờ trên bề mặt lưng mai, giúp chúng ngụy trang và hòa lẫn vào các gộp đá dưới đáy biển. Đây là loài ghẹ có tầm quan trọng thứ yếu trong nghề đánh bắt hải sản.

## Mô tả
C. natator có mai hình quạt có màu từ nâu đến cam ở mặt lưng, mặt bụng có đốm xanh với các đốm trắng và đỏ nhạt, chân có màu nâu đỏ sẫm. Có sáu gai ở mỗi bên của mai. Có tám thùy tròn nhỏ giữa các hốc mắt được đặt gần nhau. Cặp chân bơi ở hàng cuối có thể xoay theo kiểu chân vịt cho phép chúng có thể bơi theo bất kỳ hướng nào. Độ dài tối đa của loài ghẹ này có thể đạt đến 17 cm.

## Phân bổ
C. natator thường được tìm thấy trên khắp các vùng biển Ấn Độ Dương và Thái Bình Dương từ miền đông Nam Phi và Madagascar về phía bắc đến Biển Đỏ và qua Ấn Độ Dương, bao gồm Quần đảo Mascarene và Seychelles, đến phía tây Thái Bình Dương, kéo dài về phía bắc đến Nhật Bản và phía nam đến miền bắc Australia, trong đó có đảo Lord Howe.

## Sinh thái học
C. natator là loài sinh vật tầng đáy được tìm thấy ở vùng bãi triều và vùng cận triều ở độ sâu 60m và trên nhiều nền địa chất khác nhau, bao gồm đáy cát hoặc bùn, rạn đá, san hô và thảm cỏ dại. Chúng thích ẩn nấp dưới những tảng đá hoặc bãi đá. Loài này không phổ biến trong phạm vi phân bố của chúng, thường chiếm ít hơn 2% số lượng các loài cua ghẹ được lấy mẫu. Ở Biển Đỏ, có thể thấy con cái đẻ trứng hầu như quanh năm, mặc dù đỉnh điểm là từ tháng 5 đến tháng 9. C. natator là loài có sức sinh sản lớn, do đó cũng là loài có số lượng khá dồi dào. Ở hầu hết các quần thể việc sinh sản xảy ra hai lần một năm.

## Công dụng đối với người
C. natator là loài không quan trọng đối với nghề thủy sản ở miền đông châu Phi  và ở Ấn Độ. Theo thứ tự đánh bắt, chúng chỉ xếp ở vị trí thứ tư trong nghề đánh bắt cua. Trong khi đó, ở Đài Loan và Úc chúng được có vị thế quan trọng hơn nhiều. Do tỷ lệ thu được thịt cao nên C. natator thích hợp trong nuôi trồng thủy sản.

## Từ nguyên tiếng Anh và phân loại
Tên chi Charybdis, vốn có nghĩa là một xoáy nước trong tiếng Hy Lạp, còn tên cụ thể của loài, natator, đề cập đến khả năng bơi lội của chúng. Tên cũ, Cancer natator, được nhà động vật học người Đức Johann Friedrich Wilhelm Herbst đặt vào năm 1794. C. natator có hai phân loài:
- Charybdis natator natator (Herbst 1794)
- Charybdis natator seychellensis Crosnier, 1984